# Риверсайд-драйв (Манхэттен)
Риверсайд-драйв (англ. досл. проезд со стороны реки) — это транспортная магистраль в западной части Манхэттена в Нью-Йорке. Она серпантином проходит вдоль берега реки Гудзон, начинаясь с 72-й улицы и заканчиваясь возле моста Джорджа Вашингтона на 181-й улице. Риверсайд-драйв проходит вдоль острова и поэтому является «авеню» (или «проспектом»), а не «улицей». Несмотря на оживлённость, она славится своей живописностью и особенной архитектурой, поэтому квартиры и таунхаусы на Риверсайд-драйв ценятся особо сильно.
Риверсайд-драйв была частью проекта Риверсайд-парка ландшафтного архитектора Фредерика Лоу Олмстеда. Она проходит через такие районы Нью-Йорка, как Северный Уэст-сайд, Морнингсайд-Хайтс, через Манхэттенвилл в Западном Гарлеме, Виадук Риверсайд-драйв и Вашингтон-Хайтс. Среди памятников, видов и учреждений, расположенных на Риверсайд-драйв, можно перечислить статую Элеоноры Рузвельт работы Пенелопы Дженкс, Памятник солдатам и морякам, статую Жанны д’Арк работы Анны Хайат-Хантингтон и Памятник пожарному на 100-й улице (который стал особенно посещаем после событий 11 сентября), Мавзолей Гранта, Межцерковный центр, Риверсайдская церковь, Парк Сакуры, Набережный государственный парк, кладбище Церкви Троицы, Пресвитерианский медицинский центр в Нью-Йорке и парк Форта Вашингтона.
При строительстве Риверсайд-драйв проложили по старой дороге лишь местами; из-за холмистого ландшафта она проходит над 96-й, 125-й и 158-й улицами через виадуки; в двух последних случаях присутствуют альтернативные старые ветки дороги, которые также называются Риверсайд-драйв, в то время как виадуковые ветки официально называются (но не подписаны) Западной Риверсайд-драйв. Северное окончание Риверсайд-драйв соединялось с беговыми дорожками Генри-Гудзон-Паркуэй. Однако в 2005 году ограждение комплекса Кастл Вилладж упало на проезжую часть и беговые дорожки Генри-Гудзон-Паркуэй. Ограждение починили и в марте 2008 года движение по шоссе возобновилось.
До окончания в 1900 году строительства виадука, проходящего над 125-й улицей, Риверсайд-драйв заканчивалась тупиком у Мавзолея Гранта. Северная часть 158-й улицы, правая сторона которой носит сейчас название Риверсайд-драйв, была известна как Бульвар Лафайет, и вела к Отелю Лафайет в Гудзон-Хайтс. Часть пути, выходящая с парковой дороги на Дайкмен-стрит и оканчивающаяся на Бродвее, до сих пор носит название Риверсайд-драйв.
На восточной стороне Риверсайд-драйв, которая некогда была цепью богато отделанных блокированных домов с вкраплениями отдельно стоящих особняков XIX века, окружённых газоном, ныне выстроились в ряд роскошные жилые здания с несколькими оставшимися таунхаусами с начала Риверсайд-драйв до 118-й улицы. Место под названием «Риверсайд» занимает облицованный кирпичом Дом Шваба, построенный для промышленного магната Чарльза Майкла Шваба, некогда самый большой и претенциозный дом на Манхэттене. Среди архитектурных решений, которые особенно притягивают взгляды прохожих, можно назвать искривлённые фасады «Колизея» и «Патерно», а также дом Клиффа-Двеллерса на 96-й улице с черепами львов и буйволов на фризе. Дом Генри Кодмана Поттера на 89-й улице — один из немногих оставшихся особняков на Риверсайд-драйв, сейчас в нём размещается Иешива Хафец-Хаима. Напротив него находится Памятник солдатам и морякам (1902). На 99-й улице расположен памятник архитектору изящных искусств Джону Мервену Керреру, установленный его партнёром по бизнесу Томасом Хастингсом. Автором Памятника пожарному на 100-й улице является Аттилио Пиччирилли.